# Mira Potkonen
Mira Marjut Johanna Potkonen (de soltera Miettinen) (Heinävesi, 17 de noviembre de 1980) es una boxeadora finlandesa de peso ligero. Ganó una medalla de bronce en la categoría de 60 kg en el Campeonato Mundial de Boxeo Femenino de la AIBA de 2016 y en los Juegos Olímpicos de Río de Janeiro de 2016, siendo esta última la única medalla de Finlandia en dicha edición. Repetiría en el podio en Tokio 2020. 

## Carrera

### Río 2016
En la segunda ronda de competición, en los cuartos de final, del boxeo de peso ligero en los Juegos Olímpicos de Río de Janeiro, celebrado en agosto de 2016, Potkonen derrotó a la medallista olímpica de Londres 2012 Katie Taylor, avanzando hasta las semifinales. Al final de la competición, Potkonen ganó la medalla de bronce en la prueba. Fue la única medalla para Finlandia en los Juegos Olímpicos de esa edición, siendo la primera medalla también en boxeo para el país desde Barcelona 1992.

### Tokio 2020
Antes de los Juegos Olímpicos de Tokio 2020, pospuestos hasta 2021 por la pandemia de coronavirus, la empresa Gracenote publicó sus predicciones sobre el número de medallas para los Juegos Olímpicos, incluyendo una predicción de que Potkonen ganaría la medalla de plata en el boxeo de peso ligero. En el Torneo Europeo de Clasificación Olímpica de Boxeo de 2020, Potkonen perdió ante Caroline Dubois en la primera ronda de la competición y no se clasificó directamente para la cita olímpica. Posteriormente sí conseguiría el pasaje a Tokio en base a la clasificación. Llegaría hasta las semifinales, donde perdió contra la brasileña Beatriz Ferreira (plata olímpica), compartiendo el bronce con la tailandesa Sudaporn Seesondee.

## Legado
La medalla de bronce olímpica de Potkonen en los Juegos Olímpicos de Río de Janeiro la convirtió en un símbolo abanderado de los deportes de verano más convencionales en su país natal, donde deportes como el hockey sobre hielo suelen ser actividades más populares.
En 2020, Potkonen fue destacada por el Comité Olímpico Internacional por el impacto que ha tenido como inspiración para jóvenes boxeadoras de naciones no tan conocidas por el boxeo, incluida Mariah Bahe que buscaba pelear representando a la Nación Navajo en París 2024.